# اللباس في الهند

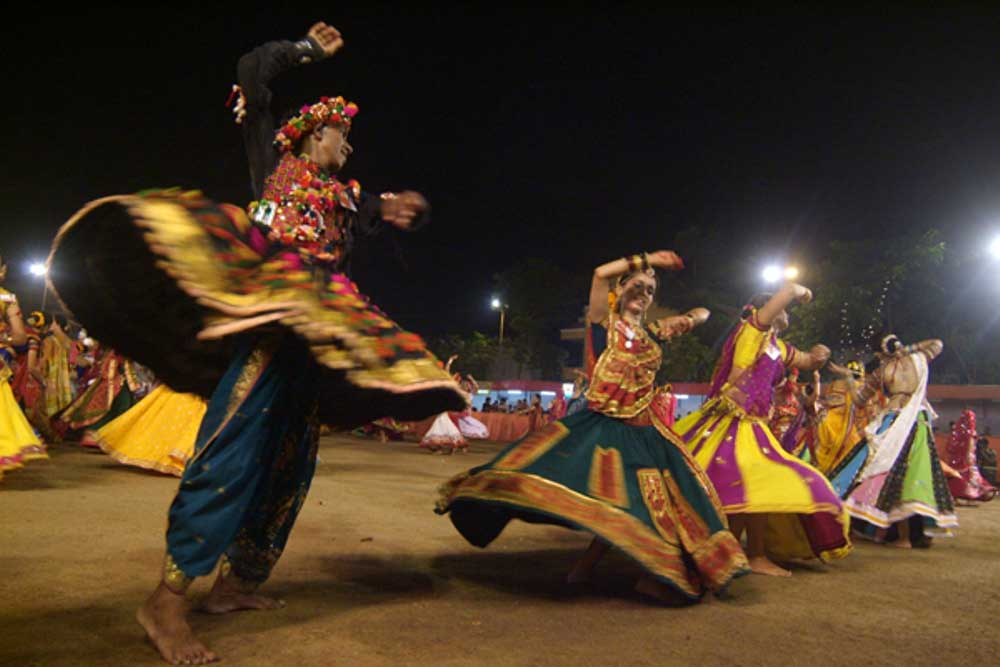
النساء والرجال الذين يؤدون رقصات كجزء من الاحتفالات نفيرتاري في أحمد آباد

تعتبر الملابس التقليدية عميقة الجذور في ثقافة وتراث شبه القارة الهندية. ما يجعل الملابس الهندية جميلة وفريدة من نوعها هو حقيقة أنها بمختلف أنواعها وأشكالها لا تزال اللباس السائد في الهند فضلاً عن الأزياء الغربية؛ فهي ألبسة أنيقة وغنية بالألوان، مفعمة بالحيوية ومليئة بالتفاصيل مع الكثير من البهرجة والفخامة، ومعبرة عن أشكال وأنماط التنوع الواسع جداً من الوضع الثقافي الاقتصادي والديني والتعليمي في شبه القارة الهندية. النمط التقليدي من الملابس في الهند يميز بين للرجال والنساء؛ فلكل من الجنسين اللباس الخاص المميز به. ومن المعروف أن الهند لا تزال الأكثر تنوعا من حيث تراثها الغني بالملابس التقليدية في جميع أنحاء العالم. لقد أحب الرجال والنساء الهنود دائماً اللباس التقليدي والإكسسوارات في المهرجانات والمناسبات الأخرى التي تشكل جزءاً لا يتجزأ من الحياة الاجتماعية والثقافية الهندية، وقد نجحت تلك الألبسة في جذب انتباه الأسواق العالمية، ومع احتفاظها بالتقاليد فهي لا تخلو من روح التجديد والمعاصرة.

## التاريخ

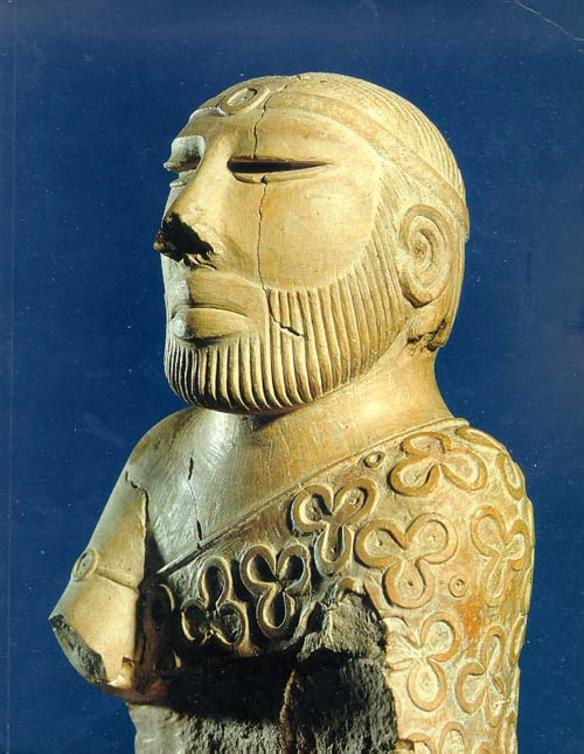
تمثال "كاهن الملك" يرتدي رداءًا ، حضارة وادي السند.
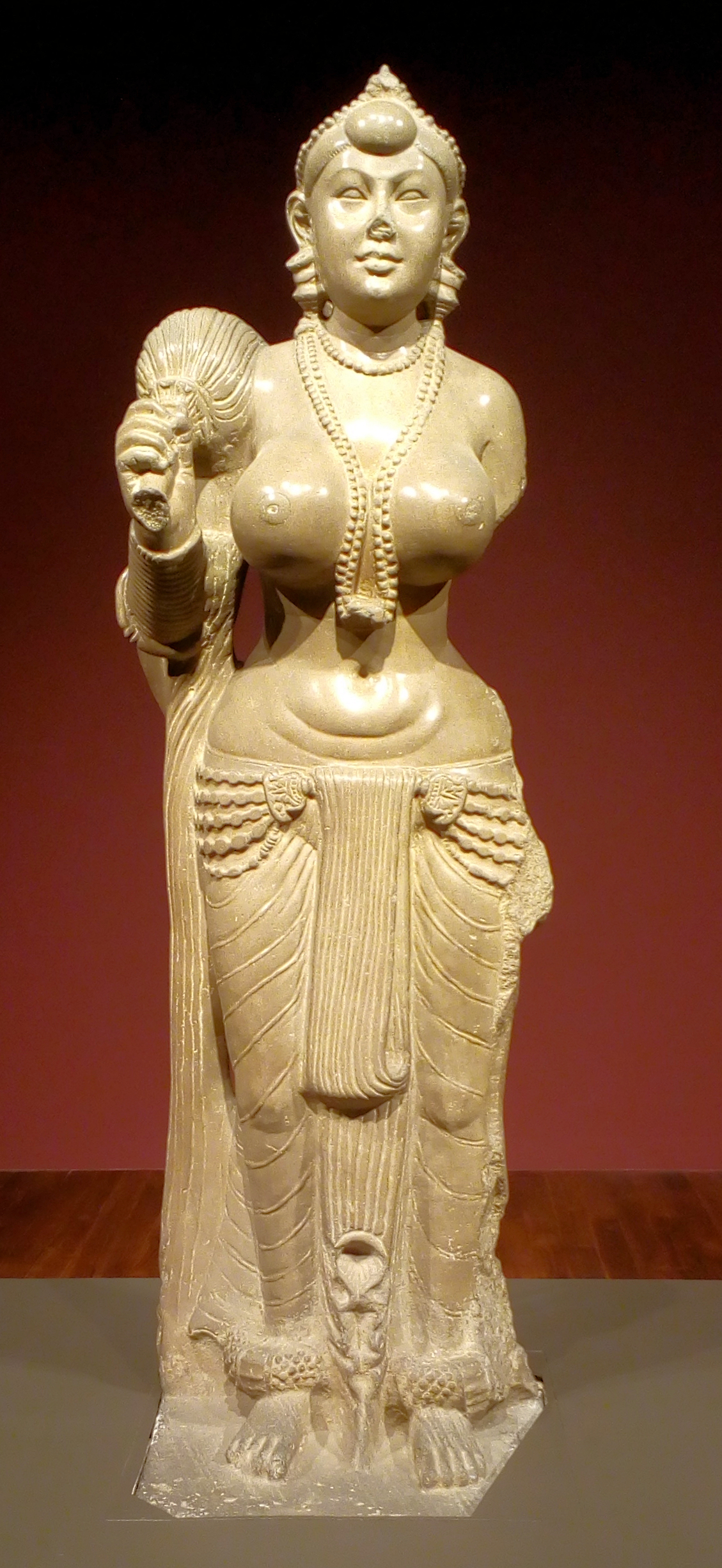
تمثال يصور ديدارغانج ياكشي تلف لباس دوتي ، 300 قبل الميلاد.
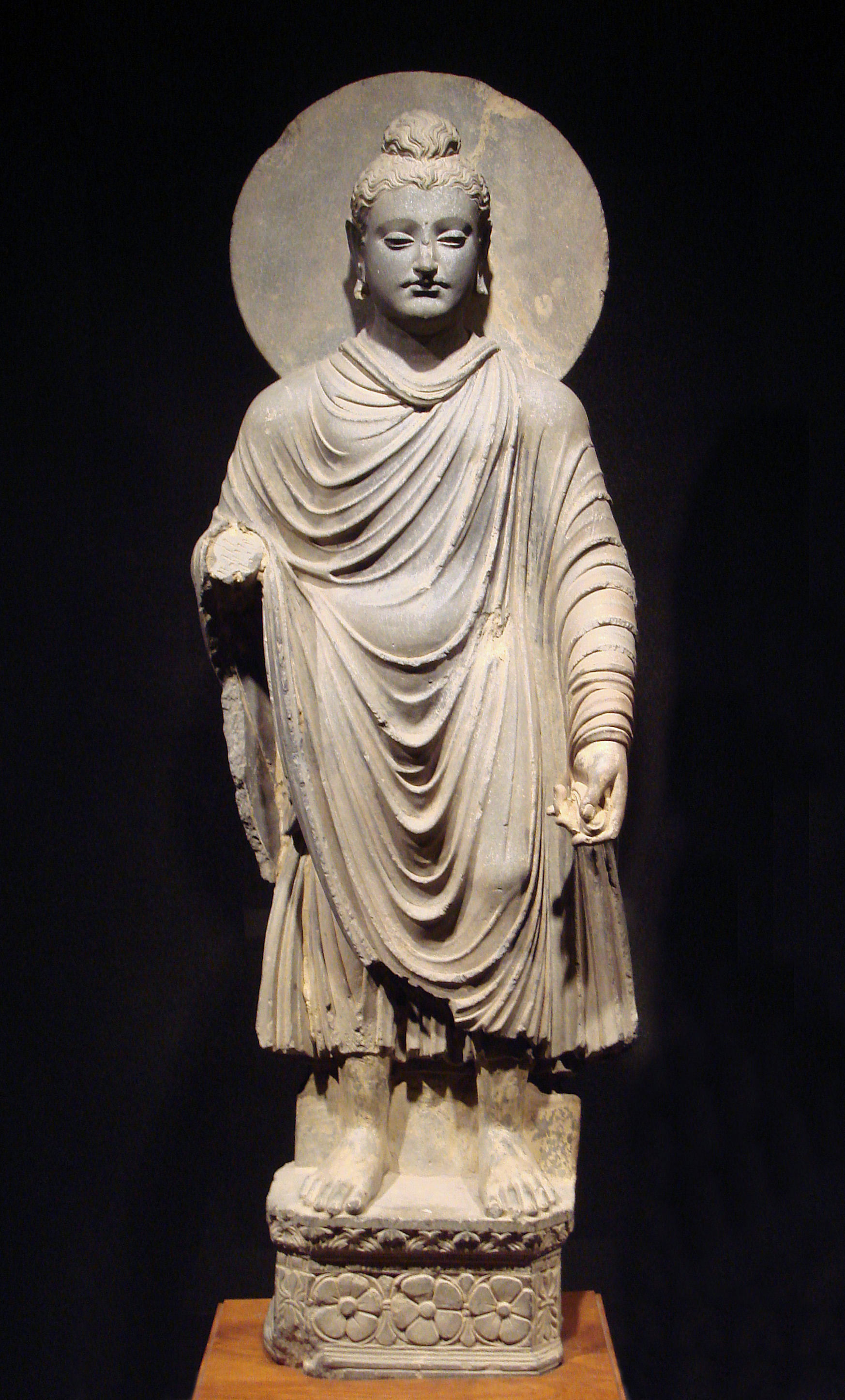
بوذا يرتدي كاسايا 200 قبل الميلاد.
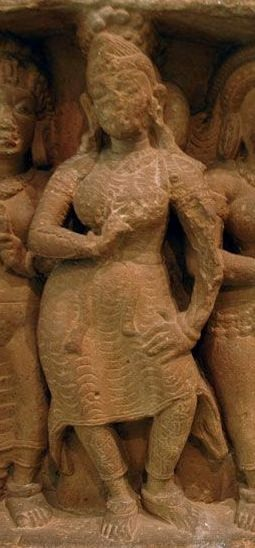
Ancient form of Churidar worn during the إمبراطورية جوبتا, c. 300 CE.
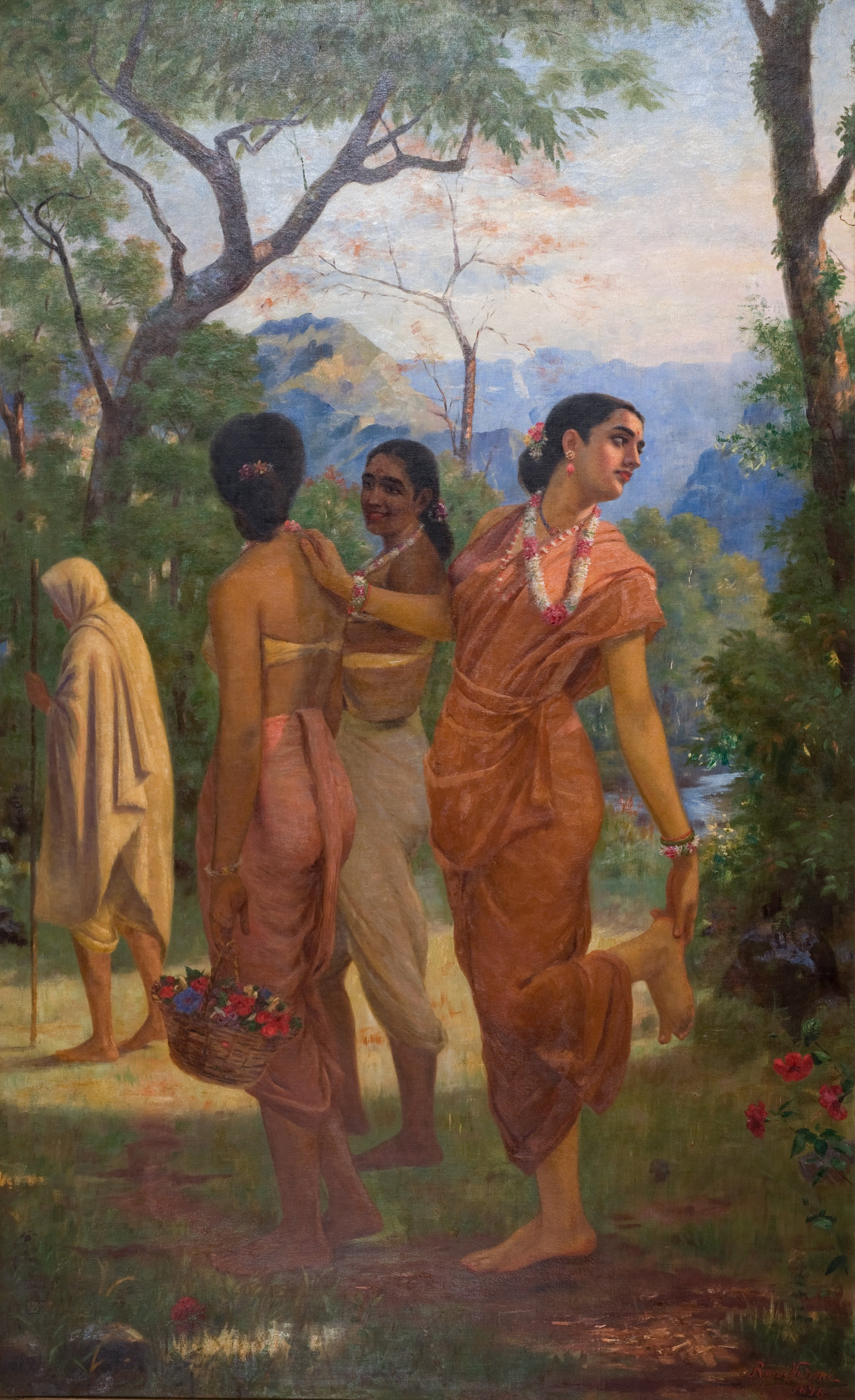
Shakuntala, wife of Dushyanta and the mother of Emperor Bharata  [لغات أخرى]‏, from كاليداسا's play Abhijñānaśākuntala, wearing a ساري, painting by راجا رافي فارما.
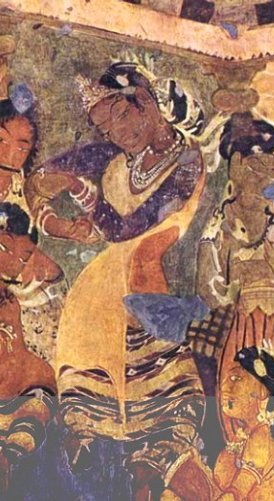
Dancing girl in Kurta/Salwar-like Choli إمبراطورية جوبتا.

## ملابس نسائية

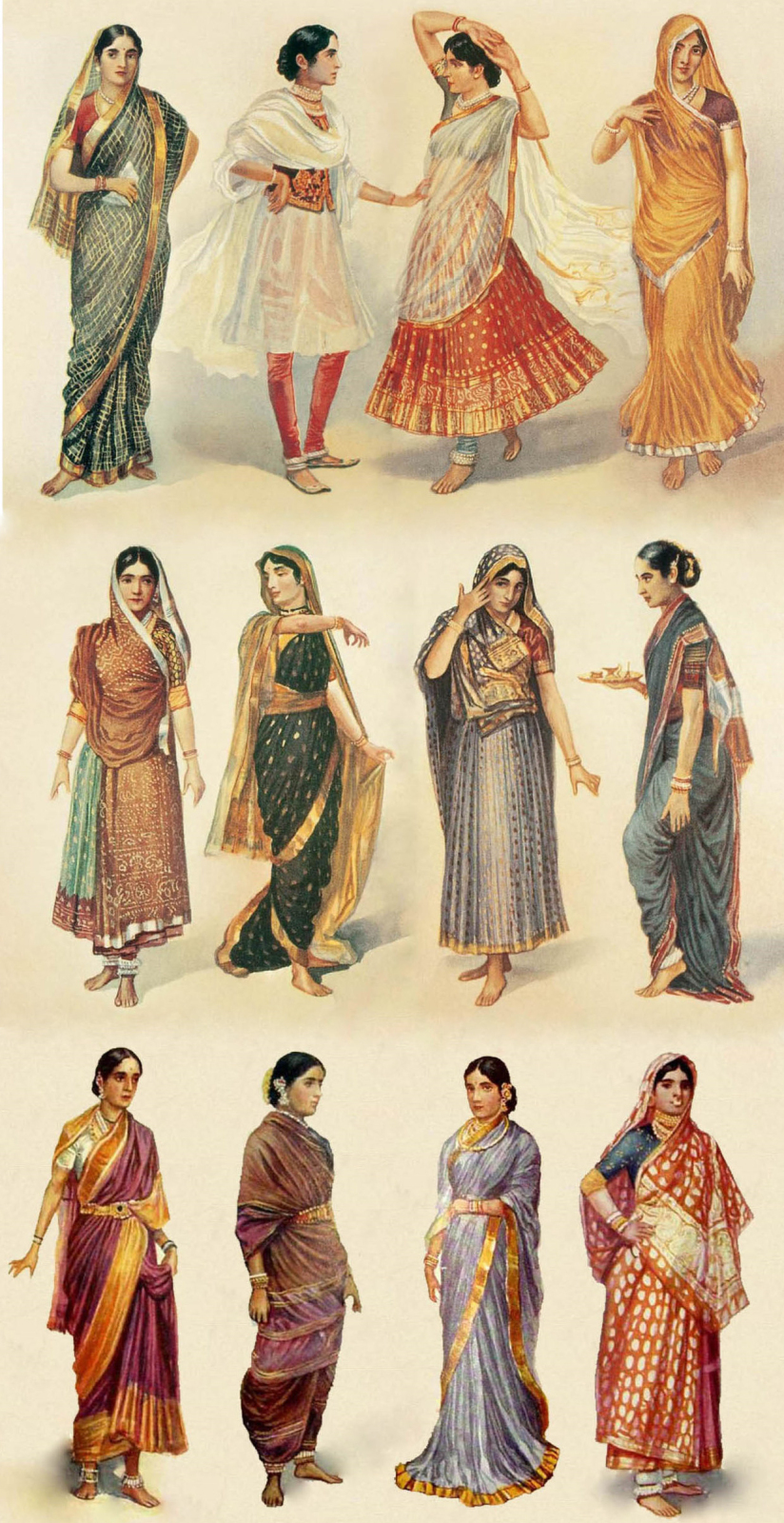
التوضيح من أنماط مختلفة من ساري والملابس التي يرتديها النساء في جنوب آسيا

على نطاق واسع، الملابس النسائية والرجالية في الهند تختلف وترتبط ارتباطاً وثيقاً بالثقافة المحلية، والدين والمناخ.
الملابس الهندية التقليدية للمرأة هي الساري أو شلوار قميص وكذلك غاغراتشولي.

## ساري
الساري من الألبسة التقليدية الأنيقة الأكثر شيوعاً في شبه القارة الهندية. فهي قطعة من القماش غير مخيط تتراوح بين أربعة وتسعة أمتار في الطول، قماشها مصنوع غالباً من الحرير وهو ما يفضله الكثير من نساء مومباي التي تعتبر واحدة من عواصم الموضة في الهند. كذلك يعتبر اللباس التقليدي في بعض أجزاء قرى الهند وبنغلاديش ونيبال وسريلانكا وبوتان، بورما، وماليزيا، وباكستان.
يكون الساري عادةً ملفوفا حول الخصر، مع نهاية واحدة ثم يلف على الكتف مع تعرية الحجاب الحاجز. وارتبط لبس الساري بوضع بيندي وهو جزء من مكياج وإكسسوارات المرأة في المناسبات والطقوس الدينية. هناك أنواع مختلفة من الساري التقليدي حسب المناطق مثل سمبلبيري في الشرق، كانشي بورام في الجنوب، بايتني في الغرب وبينارسي في الشمال.
جرت العادة أن ترتدي النساء والسيدات الشابات ساري من قطعة طويلة من القماش الملون المزين بالرسوم أو النقوش فوق تنورة تحتية مع (غاغرا) أكمامه قصيرة ومنخفض الرقبة وعادة ما يكون قصيراً بشكل خاص مناسباً تماماً لارتدائه في الصيف (صيف قائظ في جنوب آسيا). قد يكون مع (تشولي)«عارية الذراعين» أو نمط من الرسن في العنق، وعادة ما يكون هذا أكثر أناقة مع الكثير من الزينة مثل المرايا أو التطريز، ويمكن ارتداؤه في مناسبات خاصة.
الفتيات في سن المراهقة يرتدين نصف ساري تتكون من ثلاث قطع: لانغا، تشولي وشال ملفوفة فوق ذلك يشبه الساري. الفتيات قبل سن البلوغ يرتدين تنورة طويلة تسمى لانغا وبلوزة قصيرة تدعى تشولي فوق ذلك.. أما الفتيات الصغيرات فيرتدين بافـيدا وغالباً ما تكون منقوشة على حد سواء.
الأزياء الهندية الغربية هو انصهار بين غربي الهند وجنوب شبه القارة الهندية، ونتج عن هذا الانصهار مجموعة من الأزياء أخرى منها چوری دار، دوباتا، کُرتا، ماندام نيرايتوم.
البناطيل الهندية هو اللباس التقليدي الأكثر شعبية بالنسبة للإناث. وتتكون من سراويل فضفاضة (البناطيل) يلبس معها قميص فضفاض طويل (هندية). وفي كثير من الأحيان يقال بأنها «دعوى البنجابية» أو «البناطيل» ببساطة "churidaar" في جنوب الهند. وقدم من قبل المسلمين، وتنبع من العصر الإسلامي أو الثقافة الإيرانية القديمة. وهو شائع جداً في باكستان وأفغانستان. يلبس دائما مع وشاح يسمى دوباتا، والذي يستخدم لتغطية الرأس وضعت على مدى busom. يلبس هذا الثوب من قبل كل فتاة في سن المراهقة تقريباً بدلاً من الملابس الغربية. وهندية السلوار هو الأكثر شيوعاً في الجزء الشمالي الغربي من الهند. العديد من الممثلات يرتدين البناطيل هندية في أفلام بوليوود.
جنبا إلى جنب مع ثقافة غنية، والهند وكذلك الملابس على الرغم من الهند وجدت الآن مكانتها في العالم مشهد الموضة
وتفتخر الهند وخاصة المرأة الأزياء الجميلة بسبب التلون وتفرد
كل دولة من الدول ذات الملابس التقليدية. على سبيل المثال، هو salwaar هندية الملابس العرقية للنساء في ولاية البنجاب، وارتداء النساء الأسامية.. ومع ذلك، وأنواع الملابس الهندية تبدو أنيقة جدا والهنود في لبسها. في الاحتفالات والمناسبات الخاصة الأخرى هي الوقت الذي ترون ارتداء زي الهنود الأقصى العرقية، سواء كان ذلك الساري، أو بيجامة